# Ганс Шлеммер
Йоганнес «Ганс» Шлеммер (нім. Johannes «Hans» Schlemmer; 18 січня 1893 — 26 грудня 1973) — німецький офіцер, генерал гірсько-піхотних військ. Кавалер Лицарського хреста Залізного хреста з дубовим листям.

## Біографія
У серпні 1913 року вступив на військову службу фанен-юнкером в артилерійський полк. З грудня 1914 року — лейтенант, командував артилерійським взводом, потім батареєю. Учасник Першої світової війни, після завершення якої продовжив службу в рейхсвері. До початку Другої світової війни — командир артилерійського полку. Учасник Польської, Французької і Східної кампаній. З 17 грудня 1941 року — командир 134-ї піхотної дивізії (під Москвою). З липня 1944 року — командир 75-м армійським корпусом (в Італії). 3 травня 1945 року взятий у американський полон, звільнений 17 червня 1947 року.

## Звання
- Фанен-юнкер (1 жовтня 1913)
- Фанен-юнкер-унтер-офіцер (1 червня 1914)
- Фенріх (28 жовтня 1914)
- Лейтенант (6 грудня 1914)
- Оберлейтенант (22 березня 1918)
- Гауптман (1 липня 1926)
- Майор (1 серпня 1934)
- Оберстлейтенант (16 березня 1937)
- Оберст (27 серпня 1939)
- Генерал-майор (1 березня 1942)
- Генерал-лейтенант (21 січня 1943)
- Генерал гірсько-піхотних військ (9 листопада 1944)

## Нагороди

### Перша світова війна
- Залізний хрест 2-го класу (9 листопада 1914)
- Орден «За заслуги» (Баварія) 4-го класу з мечами (14 лютого 1915)
- Залізний хрест 1-го класу (17 грудня 1916)
- Нагрудний знак «За поранення» в чорному (18 вересня 1918)

### Міжвоєнний період
- Корона до ордена «За заслуги» (4 березня 1919)
- Пам'ятна військова медаль (Угорщина) з мечами
- Пам'ятна військова медаль (Австрія) з мечами
- Почесний хрест ветерана війни з мечами
- Медаль «За вислугу років у Вермахті»
  - 4-го, 3-го і 2-го класу (18 років) (2 жовтня 1936) — отримав 3 медалі одночасно.
  - 1-го класу (25 років) (1938)

### Друга світова війна
- Застібка до Залізного хреста
  - 2-го класу (2 жовтня 1939)
  - 1-го класу (25 червня 1940)
- Орден Хреста Свободи 1-го класу з мечами (Фінляндія) (26 жовтня 1941)
- Німецький хрест в золоті (23 січня 1942)
- Медаль «За зимову кампанію на Сході 1941/42» (18 серпня 1942)
- Лицарський хрест Залізного хреста з дубовим листям
  - Лицарський хрест (21 квітня 1943)
  - Дубове листя (№ 369; 18 січня 1944)
- Двічі відзначений у Вермахтберіхт (18 жовтня 1943 і 9 лютого 1944)